# Puntius pachycheilus
Puntius pachycheilus е вид лъчеперка от семейство Шаранови (Cyprinidae). Видът е критично застрашен от изчезване.